# Лим-фьорд
Лим-фьорд (дат. Lim Fjord, Limfjorden) — система проливов на севере полуострова Ютландия в Дании, соединяющая Северное море и пролив Каттегат. Длина около 180 км.
Состоит из озёровидных расширений — плёсов, связанных между собой узкими извилистыми протоками. Лим-фьорд отделяет остров Веннсюссель-Ти (Северная Ютландия) от полуострова Ютландия. Преобладающие глубины составляют 3—5 м, наибольшая глубина — 24 м.
В Лим-фьорде более 90 островов, крупнейшие из них — Морс, Венё, Ливё, Фур.
Важнейший порт Ольборг доступен для больших судов с востока, где имеется регулярно расчищаемый и местами канализованный фарватер. Лим-фьорд — район рыболовства (сельдь, угорь), в западной части фьорда ведётся добыча устриц.
До 1825 года Лим-фьорд был заливом, пока жестокий штормовой прилив не размыл песчаную косу, отделявшую фьорд от Северного моря. Этим самым Веннсюссель-Ти превратился из полуострова в остров, а Лим-фьорд в пролив.

## Галерея

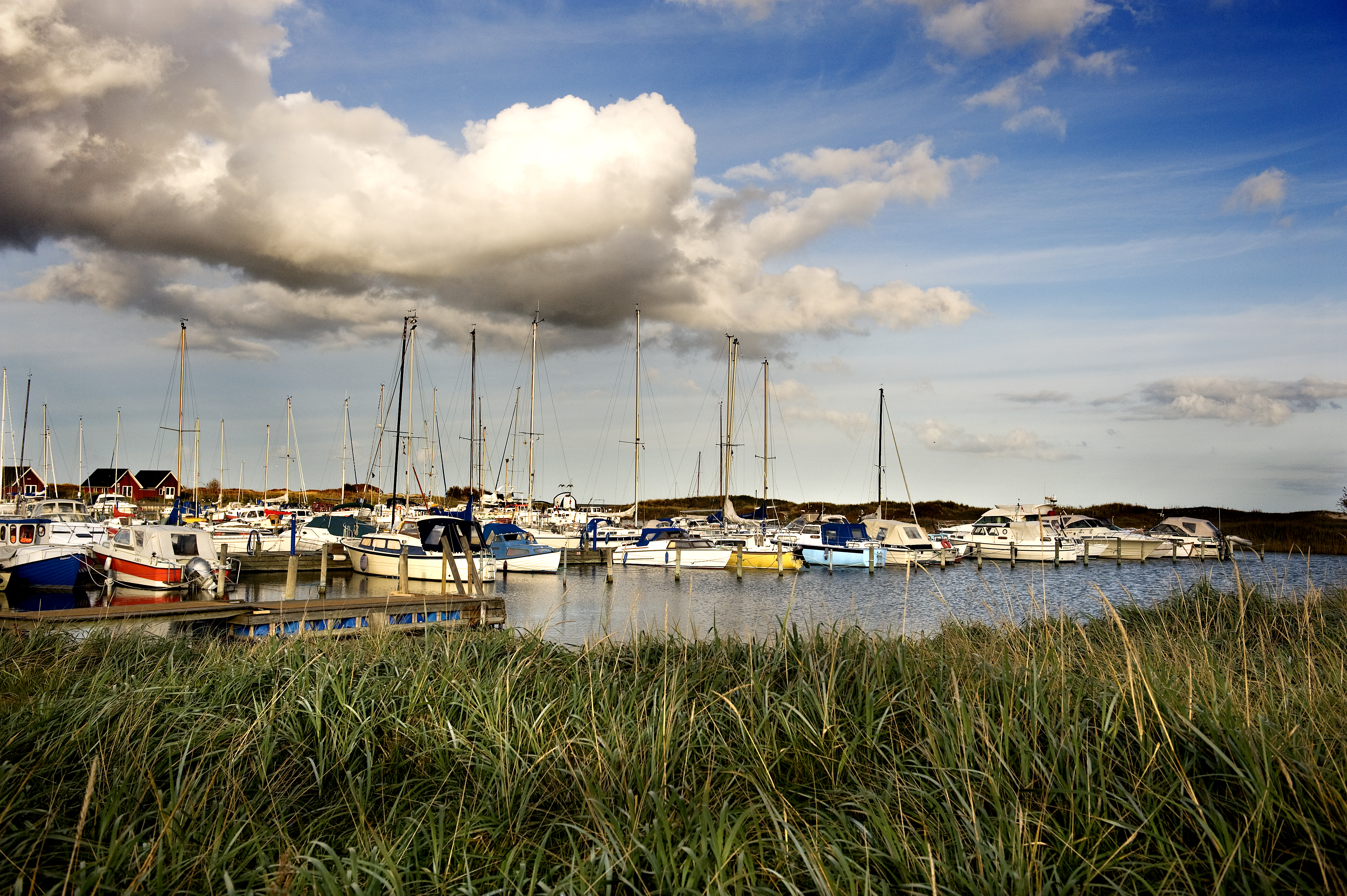
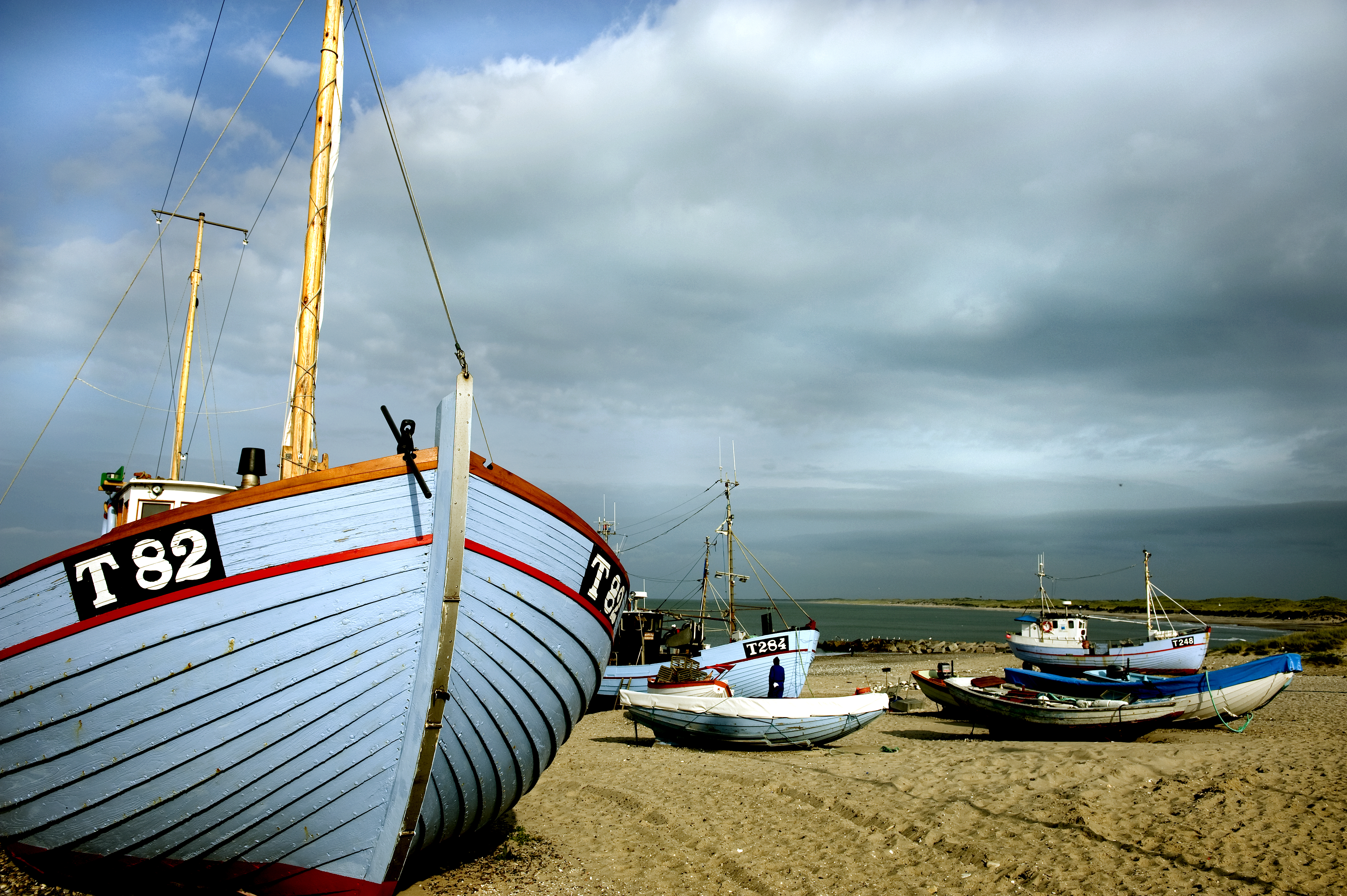
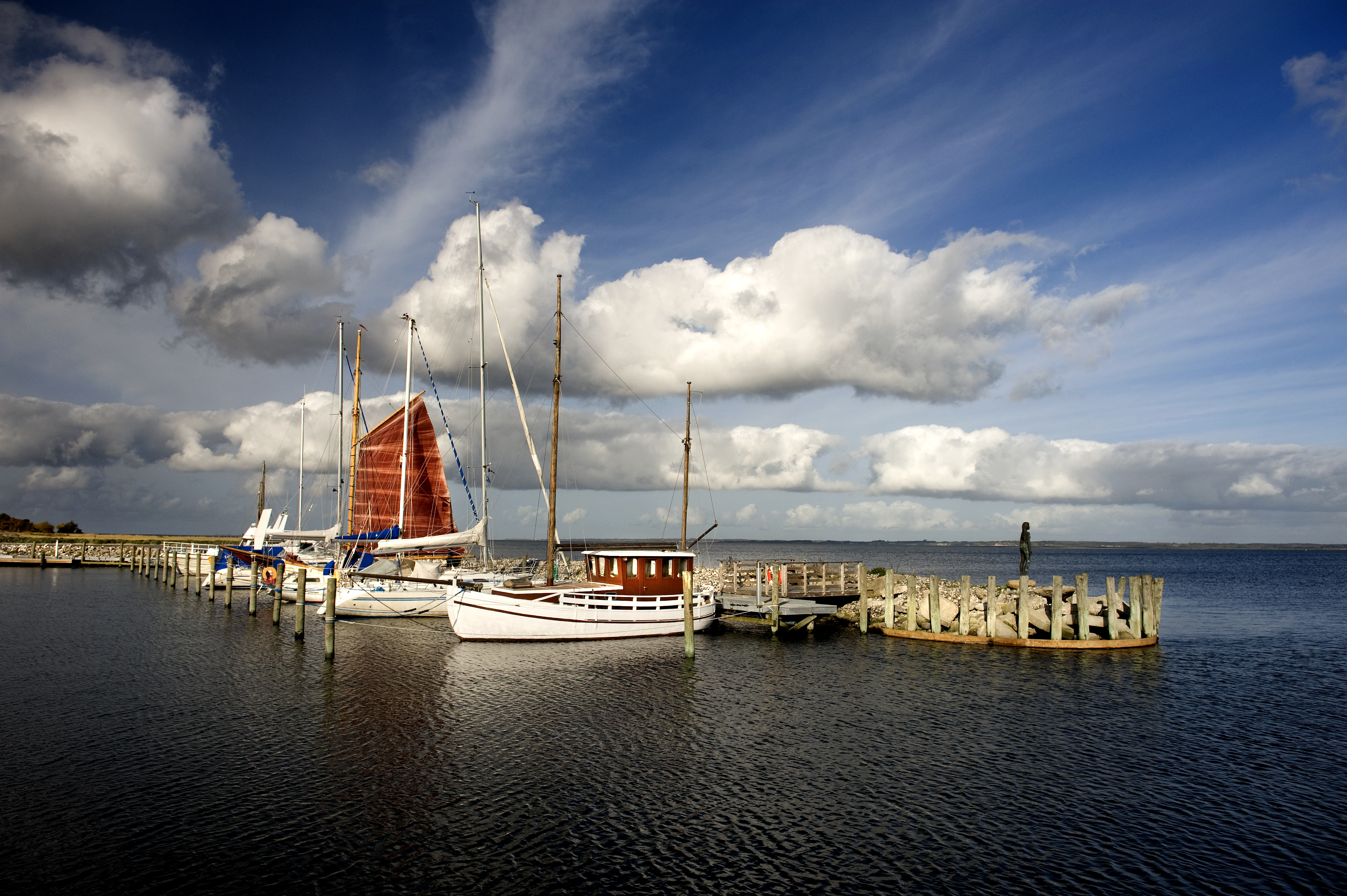
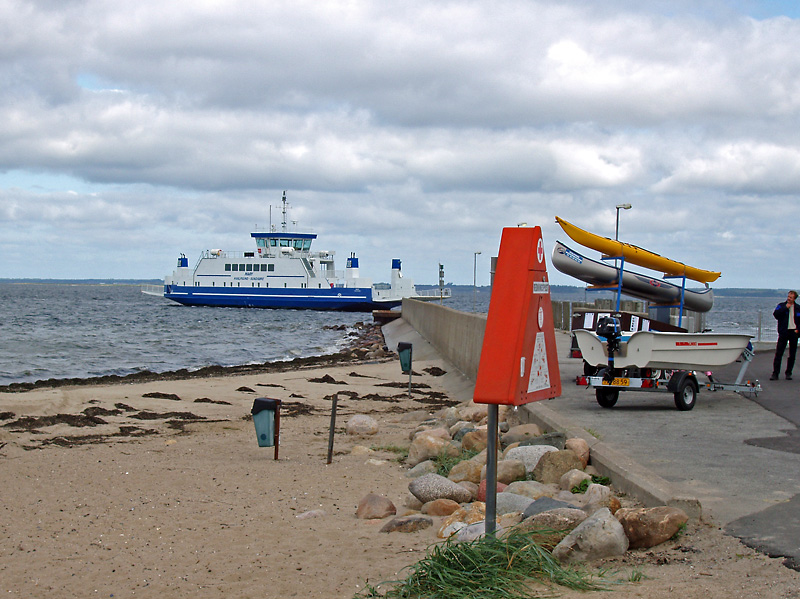
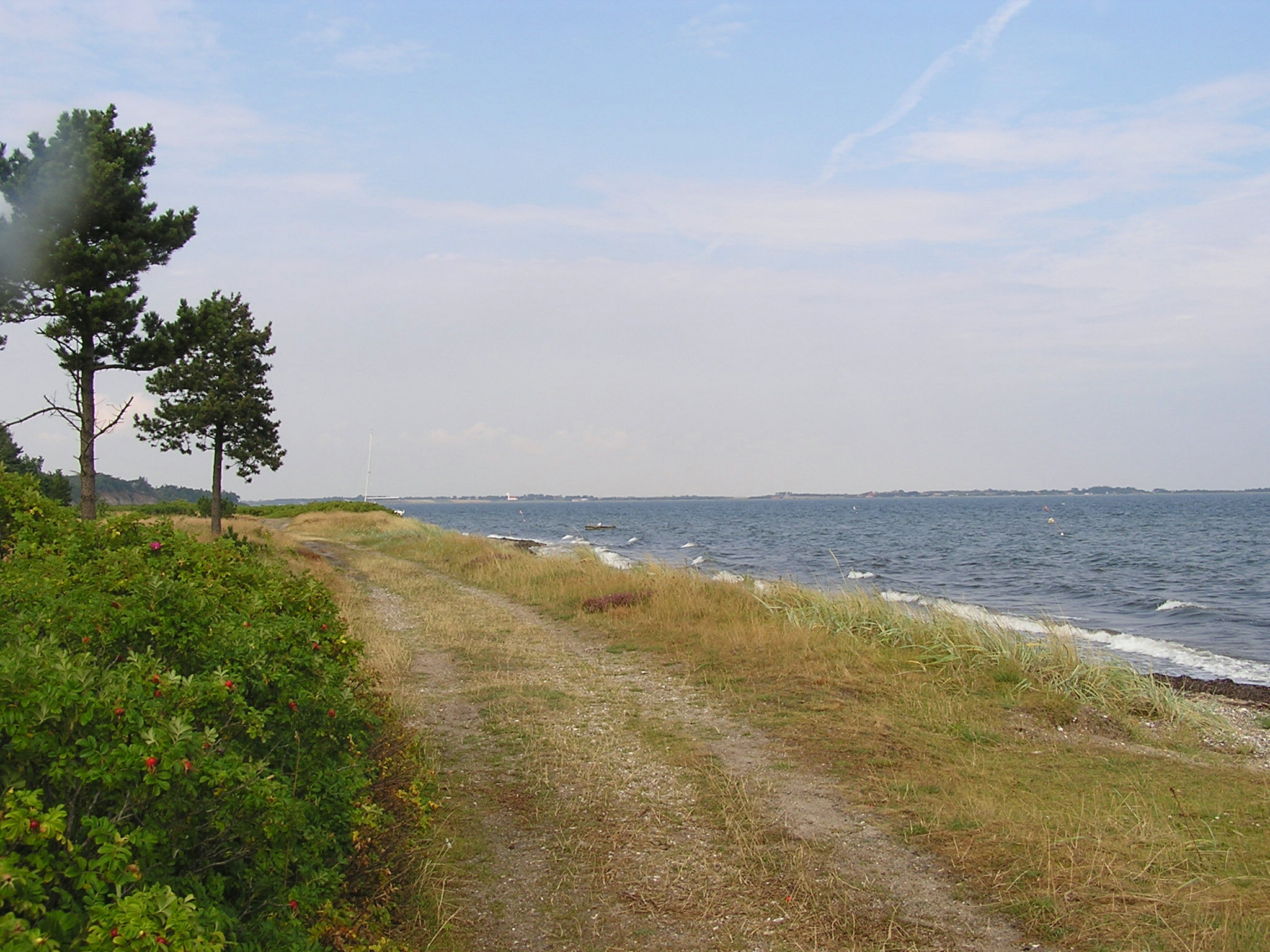
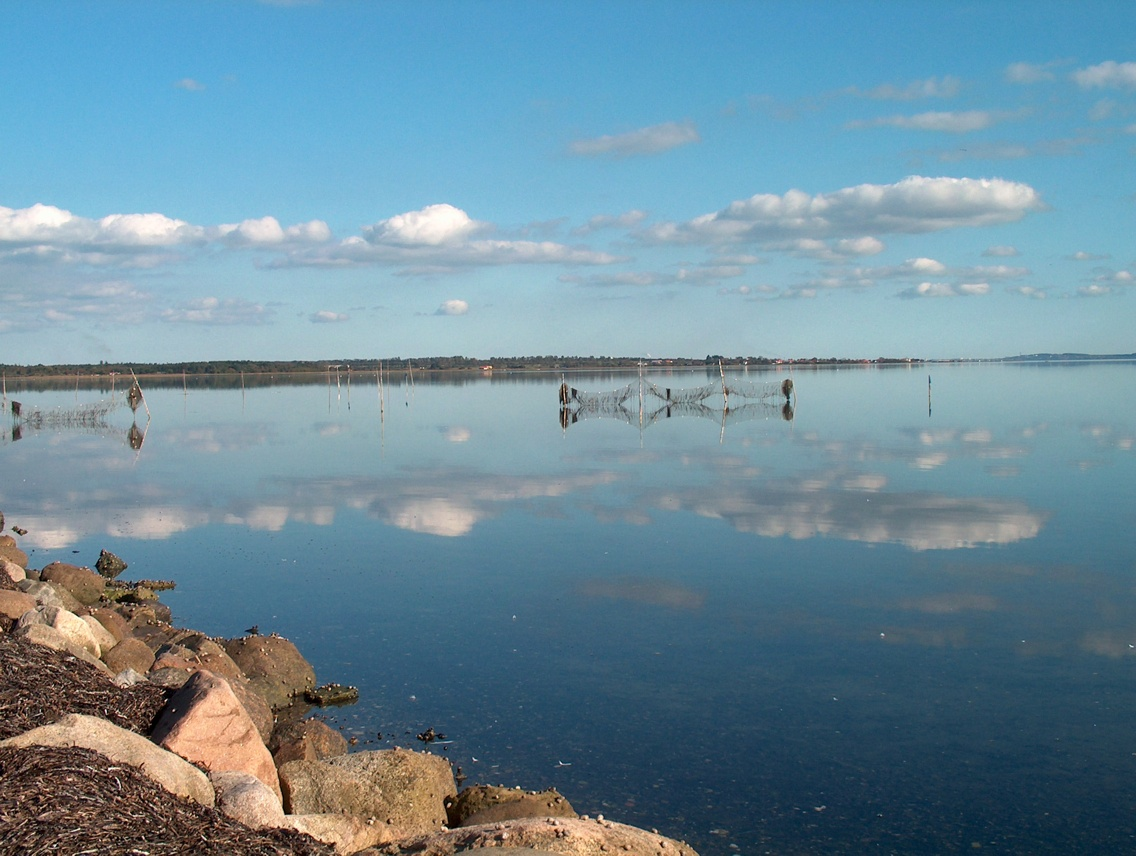
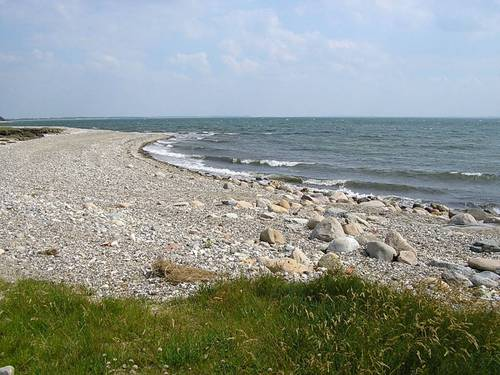
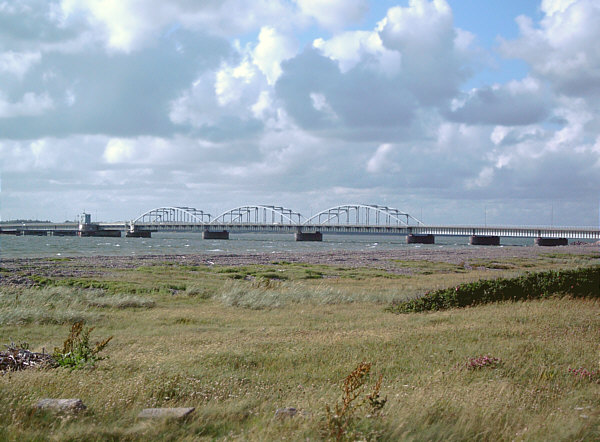
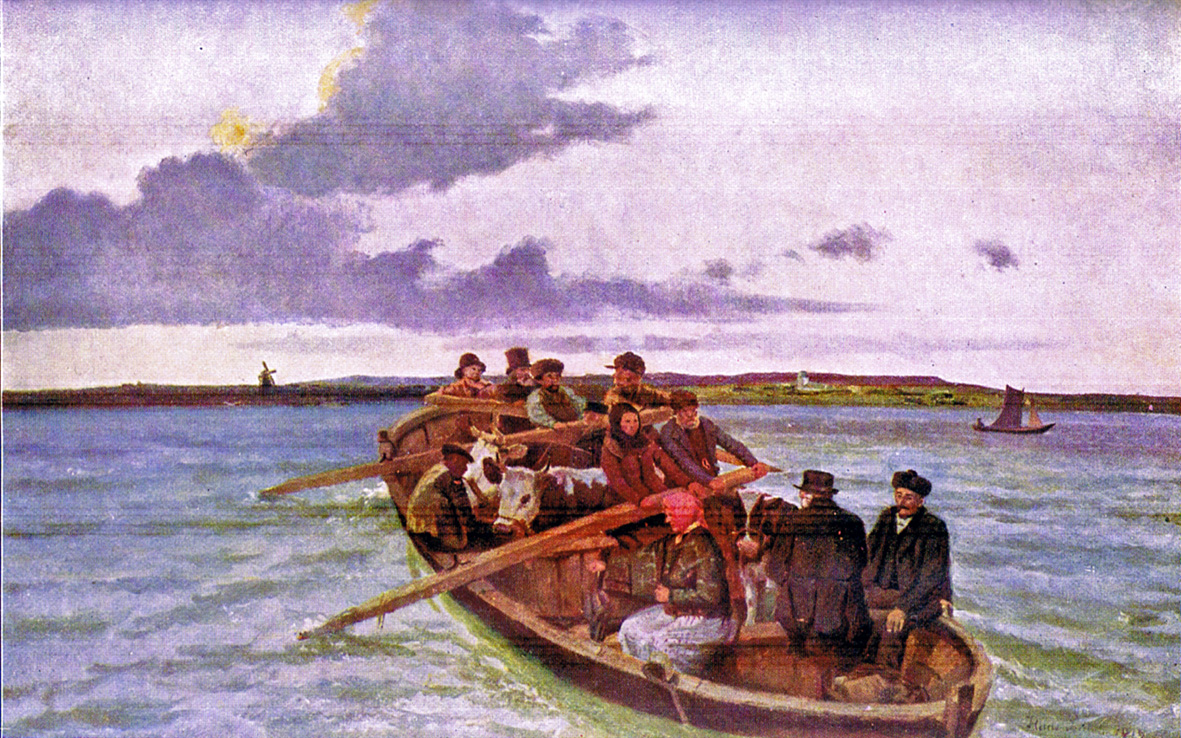
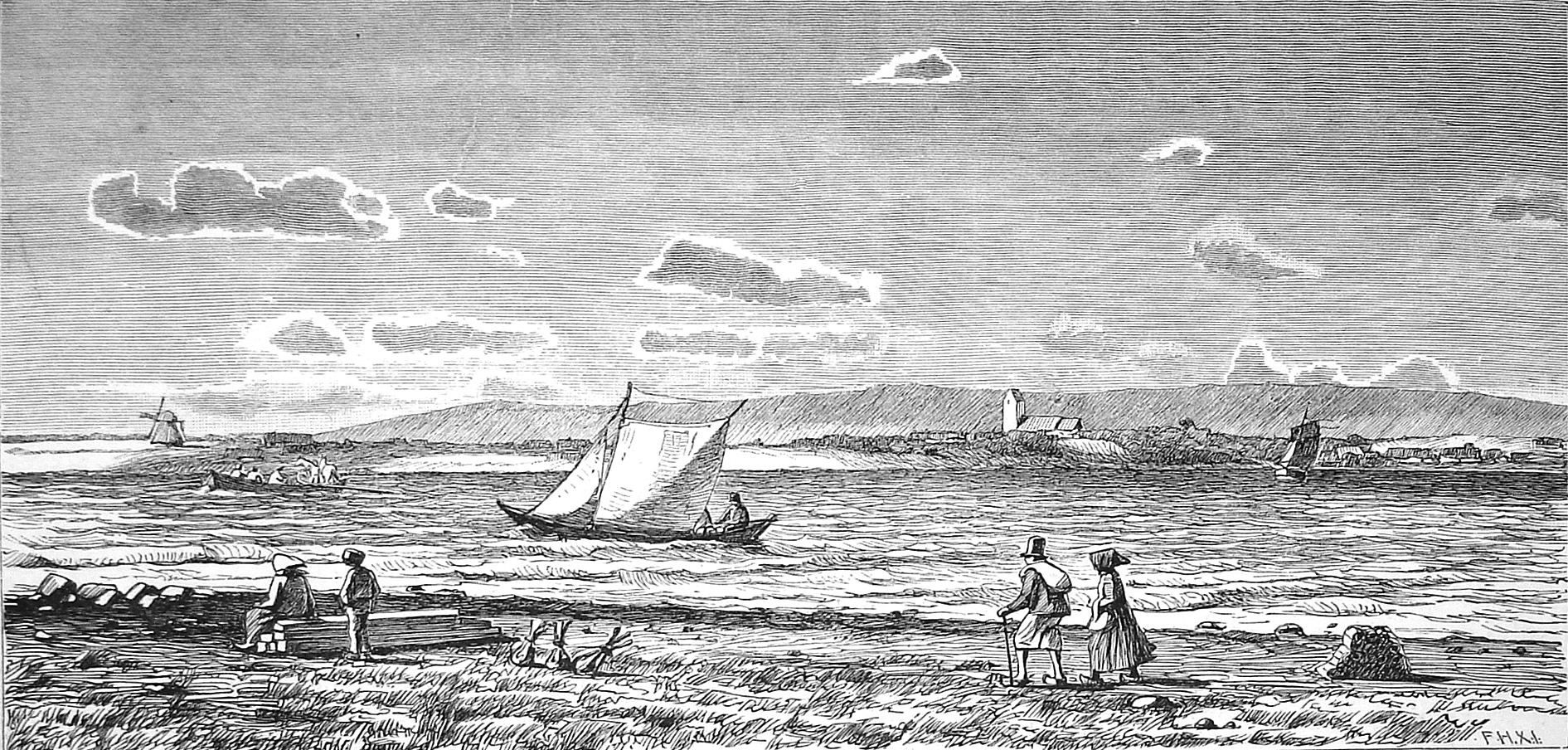